# Maria de Betània
|  | Per a altres significats, vegeu «Maria». |

Maria de Betània (arameu: מרים, Maryām; grec antic: Μαρία, Maria; hebreu: מִרְיָם, Miryām‎, ‘nena atesa’, ‘amarga’ o ‘rebel’) és un personatge que apareix a dos dels evangelis canònics del Nou Testament i que, amb la seva germana Marta i el germà Llàtzer, vivia al poble de Betània, prop de Jerusalem, on els visità Crist, amic seu.
L'Església catòlica la identifica com a Maria Magdalena; els protestants i ortodoxos, al contrari, les consideren com a persones diferents.

## Textos bíblics
Maria de Betània és citada en tres llocs:
- Evangeli de Lluc, 10, 38-42: les dues germanes acullen Jesús a casa; mentre Marta s'ocupa d'atendre les tasques domèstiques per preparar el dinar per al convidat, Maria seu per escoltar-ne les paraules. Marta se'n plany a Jesús, però aquest li diu: «Marta, Marta, tu et preocupes i t'agites per moltes coses, però només hi ha cosa necessària. Maria n'ha triat la part millor, que no li serà treta».
- Evangeli de Joan, 11, 1-46: les dues germanes envien a cridar Jesús perquè vagi a Betània a guarir Llàtzer, el germà, que està malalt. Jesús tarda a venir i quan hi arriba, Llàtzer és mort. Maria li diu: «Senyor, si haguessis estat aquí, el meu germà no seria mort!». Crist va al sepulcre i ressuscita Llàtzer.
- Evangeli de Joan, 12, 1-8: mentre Llàtzer i les dues germanes són sopant amb Jesús, Maria ungeix els peus de Crist amb oli de nard, ungüent preciós i car, i els eixuga amb els cabells. Judes Iscariot se'n plany, dient que amb els diners que ha costat l'ungüent podrien haver ajudat gent pobra; Jesús li diu que ha estat ben fet i que el que ha fet Maria prefigura la unció del seu cos mort. El mateix episodi surt a l'Evangeli de Mateu 26, 6-13 i a l'Evangeli de Marc 14, 3-9, però no diuen que la dona fos Maria i situen el sopar a casa de Simó.

### Identificació amb Maria Magdalena
A causa d'aquest episodi, Maria s'ha identificat amb la pecadora que fa un acte similar a l'Evangeli de Lluc 7, 36-50, que se situa a casa de Simó i on la pecadora sembla Maria Magdalena, que és citada poc després, encara que no es pugui determinar que es refereixi a la mateixa dona.
Aquesta identificació és la tradicional en l'Església catòlica, que considera Maria Magdalena germana de Llàtzer i Marta.